# Secret Agent Clank
Secret Agent Clank est un jeu vidéo de plates-formes et de tir en vue à la troisième personne mêlant des phases d'infiltration, qui est développé par High Impact Games et édité par Sony Computer Entertainment en 2008 sur PlayStation Portable. Le titre est porté sur PlayStation 2 par Sanzaru Games en 2009.
Il est le 7e opus de la franchise Ratchet and Clank.

## Histoire
Le personnage principal est pour la première fois Clank, il est aussi possible d’incarner Qwark, pour la deuxième fois (déjà possible dans les Vidéo-fun en 2D de Ratchet and Clank 3). Ratchet est quant à lui mis de côté mis à part pour des combats en arène dans la prison où il est retenu prisonnier.
Lors d'une mission de surveillance, l'agent Clank est témoin du vol de la pierre précieuse la plus rare de la galaxie par Ratchet. Ce dernier est arrêté immédiatement et jeté en prison. Clank, convaincu de l'innocence de son ami, enquête sur les lieux du crime. Cette enquête va le mener vers un complot bien plus grand.